# Skoveatîn, Borșciv
Skoveatîn (în ucraineană Сков'ятин) este localitatea de reședință a comunei Skoveatîn din raionul Borșciv, regiunea Ternopil, Ucraina.

## Demografie
Componența lingvistică a localității Skoveatîn
     Ucraineană (99,62%)
     Alte limbi (0,38%)
Conform recensământului din 2001, majoritatea populației localității Skoveatîn era vorbitoare de ucraineană (99,62%), existând în minoritate și vorbitori de alte limbi.